# Сухая Псарыша
Суха́я Пса́рыша (кабард.-черк. Псыӏэрышэ Гъущэ) — река в республике Кабардино-Балкария. Протекает по территории Баксанского района.

## География
Река Сухая Псарыша берёт своё начало из Баксано-Малкинского канала к северо-востоку от города Баксан. И протекая далее на восток впадает в речку Яман-Су.

## Данные водного реестра
По данным государственного водного реестра России относится к Западно-Каспийскому бассейновому округу, водохозяйственный участок реки — Малка от Кура-Марьинского канала и до устья, без реки Баксан, речной подбассейн реки — подбассейн отсутствует. Речной бассейн реки — Реки бассейна Каспийского моря междуречья Терека и Волги.
По данным геоинформационной системы водохозяйственного районирования территории РФ, подготовленной Федеральным агентством водных ресурсов:
- Код водного объекта в государственном водном реестре — 07020000812008200004460
- Код по гидрологической изученности (ГИ) — 108200446